# Univision (réseau de télévision)
Univision est le plus grand réseau de chaînes de télévision d'expression espagnole aux États-Unis avec près de 80 % de taux d'audience dans les foyers hispanophones et le cinquième réseau américain tout type confondu derrière Fox, ABC, NBC et CBS ; et flirte aujourd'hui[Quand ?] avec la 4e place, dépassant de temps en temps NBC (qui était autrefois 2e réseau national), dépassant The CW.
Son principal concurrent est Telemundo du groupe NBC Universal. Jorge Ramos est le présentateur le plus célèbre de la chaine et la personne qui a le plus d'influence, il est le journaliste latino-américain le plus influent aux États-Unis selon Forbes.
Depuis 1989, le réseau décerne la récompense musicale (musique latine) Lo Nuestro.

## Histoire

### Création
En 1961, KWEX, la première station télévisée en langue espagnole commence à émettre à San Antonio, au Texas, pour la communauté locale. Elle est financée par Telesistema Mexicano, la branche télévisée de Televisa, le plus important groupe de média privé mexicain. Un réseau de télévision se constitue rapidement autour de cette station, il s'appelle le Spanish International Network (SIN) qui est depuis devenu une entité d'Univision.
En 1970, le réseau obtient les droits de couvrir en direct pour les États-Unis la coupe du monde de football qui se tient au Mexique. En 1976, le réseau est le premier réseau américain à être distribué à ses affiliés via satellite.  En 1979, le réseau câblé Galavisión est lancé aux États-Unis par SIN.
En 1981, SIN est autorisé à recevoir des programmes d'un pays étranger pas satellite, en l'occurrence SIN reçoit des émissions de Televisa. En 1986, la Commission fédérale des communications (FCC, équivalent américain de l'ART) oblige Televisa à vendre sa participation dans le SIN en raison de lois interdisant la détention par des entreprises étrangères des chaînes américaines. Televisa revend le réseau à Hallmark Cards qui le rebaptise Univision. Hallmark utilise l'autorisation de la FCC pour rediffuser les telenovelas de Televisa sur la moitié de sa programmation. L'autre partie est constituée de séries originales produites à Miami.

### Univision Communications
En 1992, Hallmark revend Univision à A. Jerrold Perenchio, Venevisión et Televisa son ancien propriétaire. Ces derniers licencient le tiers des effectifs de Miami et augmentent la part des programmes provenant de Televisa. Henry Cisneros, ancien responsable du Département de l'habitat et du développement urbain sous Bill Clinton, est nommé président d'Univision Communications, une société qui vient d'être créée tandis que le réseau de télévision est nommé Television Univision Network.
En décembre 2000, Univision achète le réseau USA Broadcasting, détenu précédemment par USA Networks, pour 1,1 milliard de $. Le réseau s'accroît avec les treize stations de télévision et les intérêts dans quatre autres de son concurrent. Univision renomme ce réseau TeleFutura et le garde comme un réseau dissocié de Television Univision. En décembre 2001, Univision, Televisa et Venevisión forment une alliance afin d'organiser « leur concurrence » jusqu'en 2017. Univision obtient avec ses trois réseaux l'exclusivité des programmes de Televisa et Venevisión aux États-Unis. De plus, la société obtient l'exploitation, en association, des intérêts américains directs de Televisa (chaînes câblées payantes, de films télévisés, de vidéos musicales et pour la jeunesse). En contrepartie, Televisa et Venevision accroissent leur participation dans Univision Communications (participations actuelles : 15 % pour Televisa, 19 % pour Venevision)[réf. nécessaire].
Le 26 novembre 2009, ESPN Deportes annonce qu'elle diffusera la coupe du monde de football 2014 aux États-Unis avec des commentaires en portugais alors que les droits en espagnol sont attribués à Univision.

### Années 2010
Le 7 mai 2012, ABC News et Univision annoncent la création en 2013 d'une chaîne d'information en anglais pour les hispaniques, installée à Miami. Le 11 février 2013, Univision et ABC News annoncent le nom de leur chaîne commune, Fusion devant fournir à partir de mi-2013 des informations en anglais aux hispano-américains,. Le 17 juin 2014, Univision annonce l'ajout de deux séries de Disney Junior à son bloc de programmes jeunesse du samedi, Planeta U.
Le 19 mai 2015, Disney Media Networks et Univision injectent 30 millions d'USD supplémentaires dans la chaîne Fusion. Toujours en 2015, la chaîne diffuse le concours de chant La Banda pour deux saisons. 

## Programmation
La majorité des telenovelas originales diffusées 52 semaines par année sur Univision sont produites par Televisa pour le Canal de las Estrellas au Mexique. On note aussi l'émission populaire de variétés Sábado gigante, diffusée depuis avril 1986.
Au Canada, la chaîne Univision Canada lancée en mai 2014 fournit la majorité de la programmation du réseau. Aucune station locale du réseau américain n'est autorisée pour distribution.
D'autre part, la chaîne Canal de las Estrellas, distribuée au Canada, peut diffuser à l'occasion quelques émissions et telenovelas d'Univision.

## Affiliés
Univision opère 21 stations aux États-Unis (incluant une à Porto Rico) et 45 affiliés.
Parmi les affiliés dans les grands centres :
- WXTV-DT 41.1, New York
- KMEX-DT 34.1 ,Los Angeles
- WGBO-DT 66.1, Chicago
- WUVP-DT 65.1, Philadelphie
- KUVN-DT 23.1, Dallas
- KDTV-DT 14.1, San Francisco
- WUNI 27.1, Boston
- WUVG-DT 34.1, Atlanta
- WFDC-DT 14.1, Washington D.C.
- KXLN-DT 45.1, Houston
- aucun affilié à Détroit
- KTVW-DT 33.1, Phoenix
- WVEA-TV 62.1, Tampa
- KUNS-TV 51.1, Seattle
- WUMN-LP 13, Minneapolis
- KCEC 50.1, Denver
- WLTV-DT 23.1, Miami
- WQHS-DT 61.1, Cleveland
- WVEN-TV 26.1, Orlando
- KUVS-DT 19.1, Sacramento

Il n'y a pas de station locale affiliée à Univision près des frontières du Canada.

## Identité visuelle

Logo jusqu'en 2013
Logo jusqu'en 2019